# Ессі Лайне
Ессі Лайне (фін. Essi Laine; нар. 27 липня 1984) — колишня фінська тенісистка.
Найвищу одиночну позицію світового рейтингу — 939 місце досягла 8 вересня 2003, парну — 444 місце — 11 квітня 2005 року.
Здобула 2 парні титули туру ITF.
Завершила кар'єру 2008 року.

## ITF Парний розряд Circuit finals: 3 (2–1)
| Турніри $100,000 |
| Турніри $75,000  |
| Турніри $50,000  |
| Турніри $25,000  |
| Турніри $10,000  |

| Результат | Ранг | Дата            | Турнір                     | Покриття   | Партнерка  | Суперниці у фіналі             | Рахунок у фіналі |
| Перемога  | 1.   | 16 лютого 2004  | Капріоло, Італія           | Килим (i)  | Емма Лайне | Йоланда Менс Штефані Вайс      | 6–3, 6–3         |
| Перемога  | 2.   | 13 вересня 2004 | Манчестер, Велика Британія | Тверде (i) | Емма Лайне | Ганна Коллін Анна Говкінс      | 6–4, 6–4         |
| Поразка   | 3.   | 15 серпня 2005  | Гельсінкі, Фінляндія       | Тверде     | Емма Лайне | Марія Гезненге Штефані Гайднер | 5–7, 6–2, 4–6    |